# Voorjaarskluifzwam
De voorjaarskluifzwam of valse morielje (Gyromitra esculenta) is een paddenstoel uit de stam van de ascomyceten die op de Nederlandse rode lijst is aangemerkt als 'bedreigd'.

## Kenmerken

### Uiterlijke kenmerken
De vruchtlichamen van de voorjaarskluifzwam zijn 5 tot 12 cm hoog en 5 tot 15, soms 20 cm breed. De hoed is gedraaid en kronkelig als hersenen en heeft een onregelmatige afgeplatte vorm. De kleur is levendig kastanjebruin tot bijna zwart. De ribben en randen zijn op verschillende punten met de steel verbonden. De relatief korte gegroefd/geplooide steel is 3 tot 6 cm lang en 1,5 tot 3 cm dik. Hij is wit tot vleesachtig van kleur en berijpt. In doorsnede is de zwam vaak grotendeels hol gekamerd. Het vlees is wasachtig en broos. De geur is onopvallend. De smaak van deze enigszins op eetbare morieljes lijkende soort is aangenaam, maar de soort is erg giftig. Het sporenpoeder is crèmekleurig.

### Microscopische kenmerken
Het hymenium bevindt zich op het oppervlak van de hoed. De sporen zijn elliptisch, glad, breed afgerond aan de uiteinden, zonder aanhangsels of bolletjes, en zijn zeer variabel in grootte. De sporen meten (18) 20 - 27 (29) × (8,5) 9-12,5 (13,5) µm. Ze zijn hyaliene en hebben aan beide uiteinden een, zeldzamer meerdere, geelachtige oliedruppels. De asci zijn tot 350 µm lang en 15 tot 20 µm breed. Ze zijn inamyloïde. Ze bevatten elk acht sporen. De parafysen zijn cilindrisch van vorm, vertakt en verdikt aan de bovenkant en dus 6 tot 8 µm breed.

## Verspreiding
Het verspreidingsgebied van de zwam omvat Noord-Amerika, Mexico, Europa en Turkije. De zwam komt in Nederland en België matig algemeen voor.

## Habitat
De voorjaarskluifzwam is te vinden bij dennenbomen op voedselarme, zandige dikwijls wat verstoorde grond en is mogelijk ectomycorrhiza vormend. De schimmel leeft als een saprobiont, hetgeen werd bevestigd door de isotopenverhoudingen van 12C tot 13C en 14N tot 15N voor het genus Gyromitra. De vruchtlichamen worden vrij vroeg in het jaar gevormd, van maart tot mei, soms tot juni. Ze verschijnen meestal een paar weken voor de morieljes, individueel of in groepen.

## Giftigheid
De voorjaarskluifzwam is giftig en kan aangezien worden voor de (na het bakken) eetbare morielje, eveneens een voorjaarspaddenstoel die tot de zakjeszwammen behoort.
De zwam bevat onder andere het potentieel dodelijke gyromitrine, een sterk temperatuurgevoelig gif. Het wordt minder giftig bij een temperatuur van 60 graden of hoger, in Finland wordt hij daarom voor gebruik tweemaal gekookt en telkens gespoeld met veel water. Vergiftigingssymptomen treden bij het nuttigen van de paddenstoel pas op na 10 tot 12 uur en bestaan uit misselijkheid, transpireren, buikloop en rillingen. De werkzaamheid van het gif wordt ook tenietgedaan door droging. Maar ook dan is het mogelijk dat later een allergische reactie optreedt. Bij herhaaldelijk eten van gedroogde of gekookte voorjaarskluifzwammen kan het gif zich in het lichaam ophopen tot een dodelijke hoeveelheid.
Ondanks de giftigheid geldt de voorjaarskluifzwam in sommige landen als een delicatesse. De handel er in is echter niet altijd toegestaan.

## Afbeeldingen

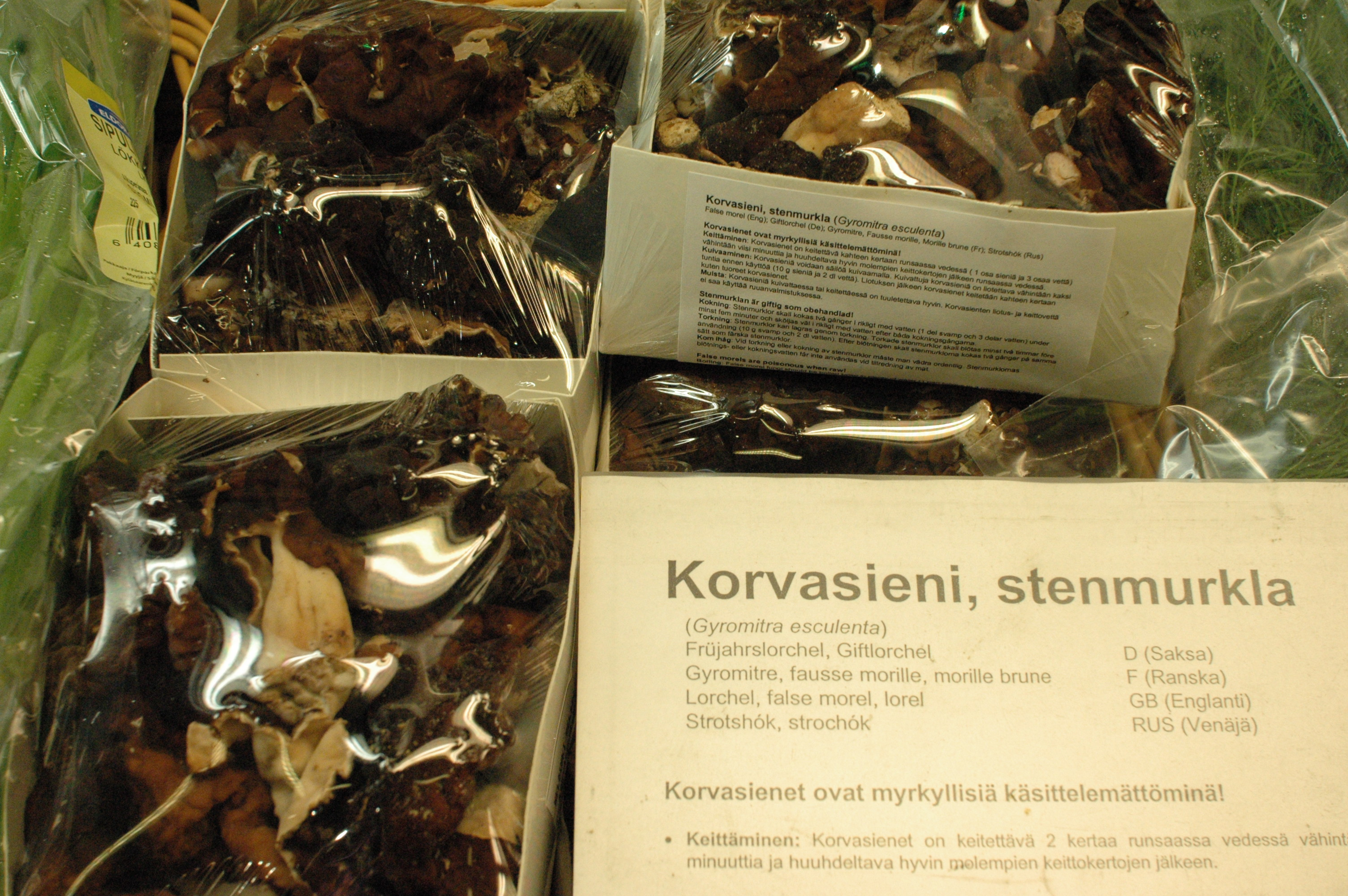
Gedroogde exemplaren te koop aangeboden in Finland
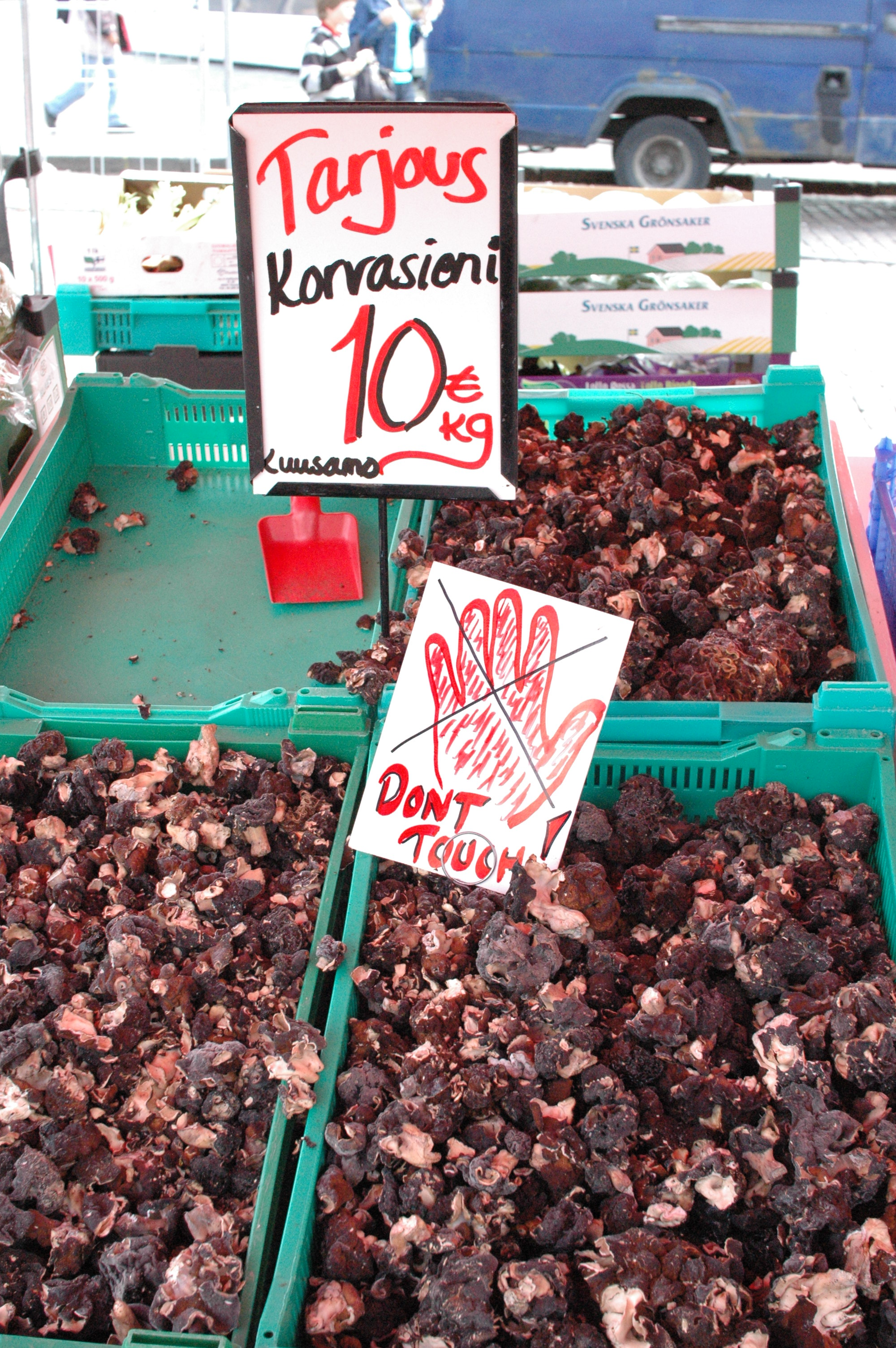
Waarschuwingsbordje bij verkoop van verse zwammen op de markt
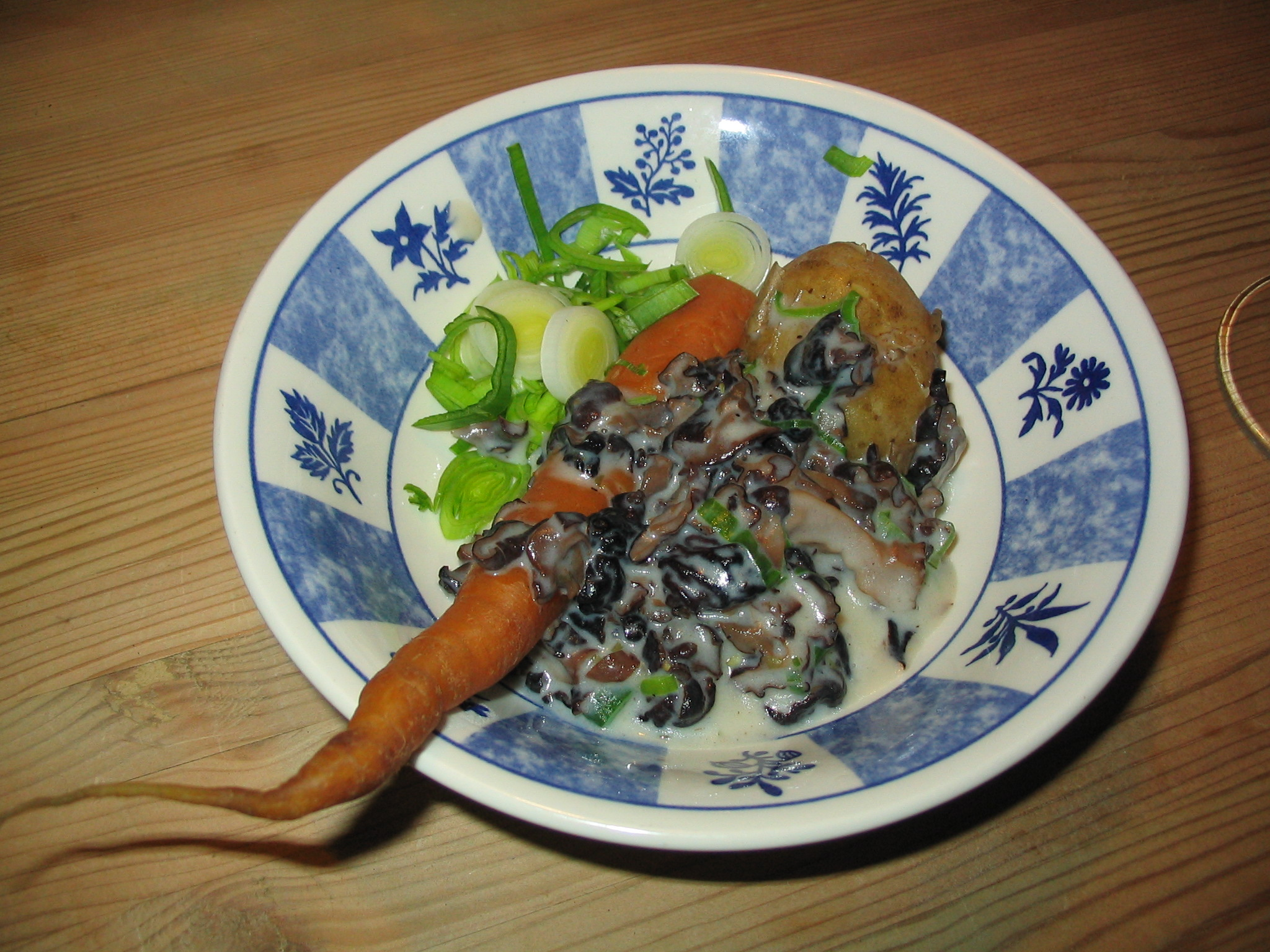
De paddenstoel verwerkt in een Fins gerecht